# Quiroga (Comarca)
Die Comarca Quiroga ist eine der 13 Comarcas der spanischen Provinz Lugo in der Autonomen Gemeinschaft Galicien.

## Geografie
Das Gebiet der Comarca liegt im Südosten der Provinz Lugo und grenzt dort an die folgende Autonome Gemeinschaft, Provinz Galiciens und Comarcas innerhalb der Provinz Lugo:
| Sarria         |                                             | Os Ancares                               |
| Terra de Lemos | Kompassrose, die auf Nachbargemeinden zeigt | Autonome Gemeinschaft Kastilien und León |
|                | Provinz Ourense                             |                                          |

## Gliederung
Die Comarca umfasst drei Gemeinden (spanisch Municipios; galicisch Concellos) mit einer Fläche von 578,43 km², was 5,92 % der Fläche der Provinz Lugo und 1,97 % der Fläche Galiciens entspricht.
| Gemeinde          | Einwohner (2024) | Fläche km² | Dichte Einw./km² | Cod INE | Postleitzahl |
| ----------------- | ---------------- | ---------- | ---------------- | ------- | ------------ |
| Folgoso do Courel | 978              | 193,27     | 5                | 27017   | 27325        |
| Quiroga           | 3.057            | 317,38     | 10               | 27050   | 27320        |
| Ribas de Sil      | 904              | 67,78      | 13               | 27052   | 27310        |
| Comarca Quiroga   | 4.939            | 578,43     | 9                | –       | –            |